# Manuel de Borgonya
Manuel de Borgonya i de Suàbia o Manuel de Castella (Carrión de los Condes, 1234 - Peñafiel, 25 de desembre de 1283) fou infant de Castella i de Lleó i senyor d'Escalona, Peñafiel i Villena. Fill de Ferran III de Castella i de Lleó, el Sant i de Beatriu de Suàbia, i germà petit d'Alfons X de Castella i de Lleó, el Savi.
El 1260 es casà a Calataiud amb Constança d'Aragó, filla de Jaume I el Conqueridor i Violant d'Hongria. D'aquest matrimoni nasqueren:
- Constança Manuel de Castella, que morí jove.
- Alfons Manuel de Castella (~1261 - Montpeller, 1275); futur hereu de les possessions del pare, va morir quan acompanyava el seu oncle Alfons 'el Savi' en un viatge.
- Violant Manuel de Castella (~1265 - 1314), casada el 1287 amb l'infant Alfons de Portugal, fill d'Alfons III de Portugal.

El 1274 es casà novament amb Beatriu de Savoia i de Baux, filla d'Amadeu IV de Savoia. D'aquest matrimoni nasqué:
- Joan Manuel de Castella, Don Juan Manuel (Escalona, 1282 - Còrdova 1348), príncep i duc de Villena,[1] senyor d'Escalona i Peñafiel i autor de El conde Lucanor.

Tingué altres fills en relacions extramatrimonials
- Sanç Manuel de Castella (1283-1345), senyor de l'Infantado i de Carrión de los Condes.
- Ferran Manuel de Castella (~1260 -1276)
- Enric Manuel de Castella
- Blanca Manuel de Castella